# 롤20

## 롤20
1. ↑  Jeffrey, Cal (2016년 8월 1일). “Roll20 brings official 'Dungeons & Dragons' content to the virtual table”. 《Inquisitr》. 2017년 2월 3일에 확인함.

Roll20은 가상 탁상이라고도 불리는 탁상용 롤 플레잉 게임을 하기 위한 도구로 구성된 웹사이트로, 직접 사람으로 플레이하거나 온라인에서 원격으로 플레이하는 데 사용한다. 이 웹사이트는 2012년에 성공적인 킥스타터 캠페인 후 시작되었다. 이 플랫폼의 목표는 게임을 단순히 비디오 게임으로 바꾸려는 것이 아닌, 게임 관리자가 몰입할 수 있는 진정한 탁상용 도구를 제공하는 것이다. 아무것도 없는 플랫폼에서 가능한 한 다양한 탁상용 롤 플레잉 게임을 통합할 수 있다.
코로나 전염병의 결과로 병의 유행 동안 다양한 실사 게임이 온라인으로 전환되어 온라인 공간에서 RPG가 용이하게 되었다. 2022년 7월에 Roll20이 OneBookShelf와 합병하여 새로운 회사가 될 것이라고 발표했다.